# Plantation Mobile Home Park
Plantation Mobile Home Park – jednostka osadnicza w Stanach Zjednoczonych, w stanie Floryda, w hrabstwie Palm Beach.